# Hulterstads kyrka
Hulterstads kyrka är en kyrkobyggnad i Växjö stift. Den är församlingskyrka i Hulterstad-Stenåsa församling och ligger i Hulterstad vid södra delen av Ölands östkust. Den har varit sockenkyrka i Hulterstads socken. 

## Kyrkobyggnaden

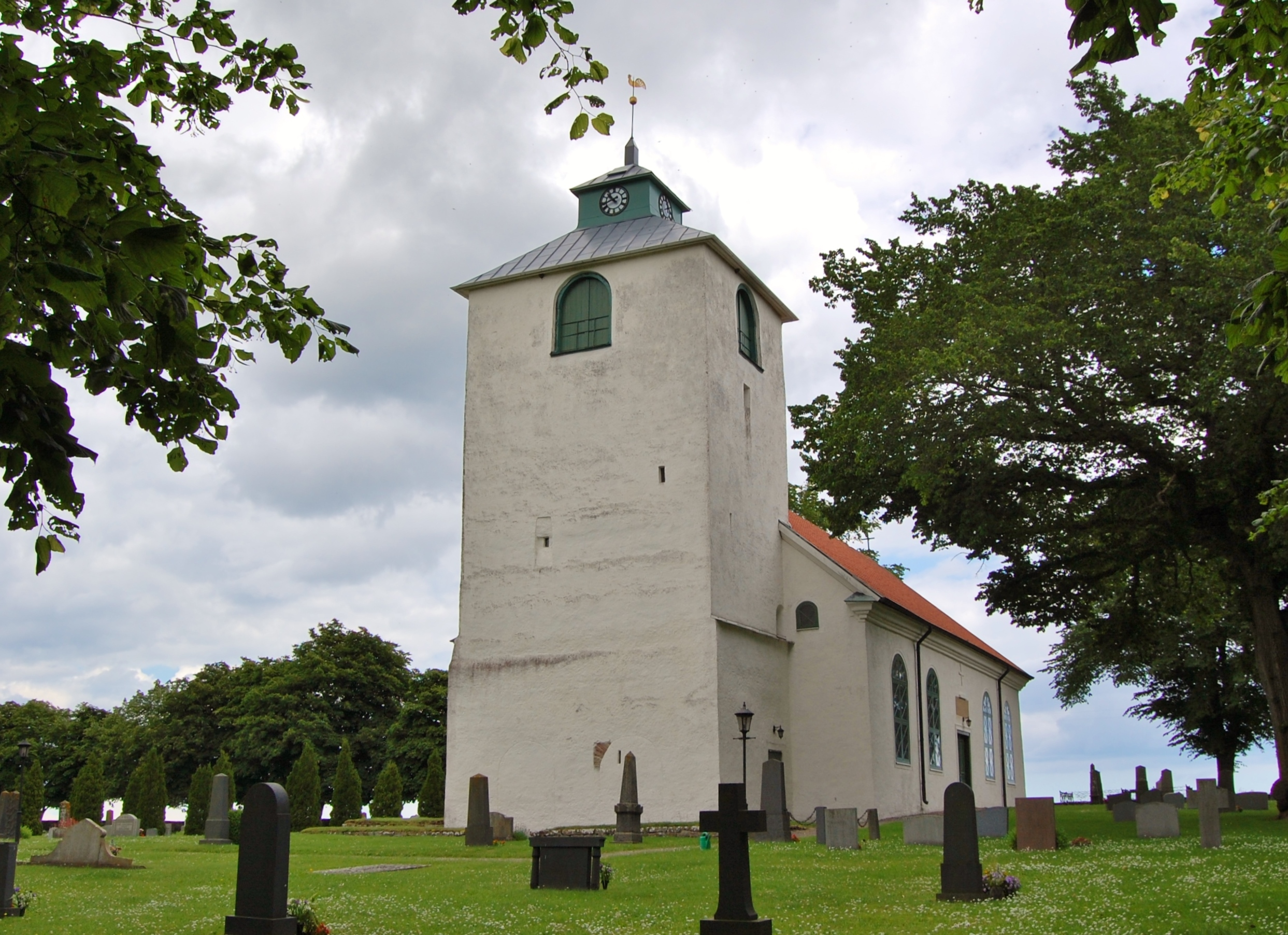
Hulterstad kyrka med det medeltida tornet

En rekonstruktion av Hulterstad medeltida kyrka utesluter inte möjligheten att kyrkan haft ett brett dubbeltorn i väster. Att den dessutom varit treskeppig, det vill säga en basilika, visar grundmurarna från en 1100-tals-kyrka. Dessa påträffades under markytan och nuvarande kyrkans golv vid en restaurering 1951. Mycket talar för att det varit danskar som ledde bygget av medeltidskyrkan. Sverige tillhörde Lunds ärkestift fram till 1164. Kyrkan var från början endast till för gudstjänster. På grund av oroliga tider kom den att byggas om till försvarskyrka eller sockenfästning. Det breda tornet i väster ersattes under 1200-talet av ett nytt torn med flera brandsäkra våningar och murtrappor. Detta torn undgick rivning när den nya kyrkan byggdes. Istället behölls det och till detta fogades det nya kyrkorummet. Den nedre tornkammaren med de båda rundbågarna ligger lägre än själva kyrkorummet. Det beror på att man vid rivningen av den gamla kyrkan lät rasmassorna ligga kvar som golvfyllning. Ett antal runstenar och fragment har senare hittats under kyrkans golv. Dessa är nu uppställda i vapenhuset.
1700-talets befolkningsökning gjorde behovet av ett större kyrkorum aktuellt. Ombyggnad eller nybyggnad diskuterades. Arkitekt Gustaf af Sillén  och byggmästare Henrik Wermelin framställde ritningar som avsåg ett treskeppigt kyrkorum med bibehållande av den gamla kyrkans murar i väster, norr och söder. Men radikala avsteg från ritningsförslaget gjordes under arbetets gång. Istället blev det färdiga kyrkorummet som uppfördes 1803 präglat av tidens mode, således en salkyrka i empirestil med stora rundbågiga fönster, avslutad av en korvägg med en bakomliggande sakristia i öster. Det kraftiga medeltida tornet försågs med en mindre lanternin som under senare tid erhållit tornur. I tornets klockvåning hänger Storklockan gjuten 1631 av Jurgen Putensen och Lillklockan gjuten i Stockholm 1780 av Johan Jacob Mårtensson.
Det som interiört är iögonfallande är koret. Det är försett med en altarpredikstol med uppgång från sakristian. Detta var ett arrangemang som var ganska vanligt vid 1800-talets början. Som en notis kan nämnas att nybyggnation av altarpredikstolar kom småningom att upphöra genom Överintendentsämbetets beslut 1887. Flera predikstolar blev sedan av liturgiska skäl successivt avlägsnade från altaret och flyttats exempelvis till korets norra sida. Så skedde exempelvis i närbelägna Segerstad och Mörbylånga kyrkor. I likhet med Ås och Ventlinge kyrkor har altarpredikstolen i Hulterstad kvar sin ursprungliga plats.
Under 1800-talet och 1900-talet har kyrkan renoverats vid flera tillfällen, bland annat 1950–1951 och senast 1983.

## Inventarier
- Altarpredikstol tillverkad av Anders Högström. De inramade fälten är dekorerade med förgylla pinoredskap i form av törnekrona, spjut, stav och tre spikar. Ljudtaket som kröns av en korglob uppbäres av två pilastrar. Strax över predikstolsdörren finns en treenighetssymbol med strålar och Gudsnamnet Jahve tecknat med hebreiska bokstäver.
- Tresidig altarring eller altarskrank.
- Medeltida dopfunt av sandsten daterad till 1100-talet.
- Dopaltare med textil: "Jesus och barnen".
- Bänkkvarter i koret från 1803.
- Votivskepp. En modell av barkskeppet Beatrice från Göteborg, skänkt till kyrkan 1978.
- Den slutna bänkinredningen i kyrkorummet tillkom 1951.
- Orgelläktaren med dubbla uppgångar.

## Bildgalleri

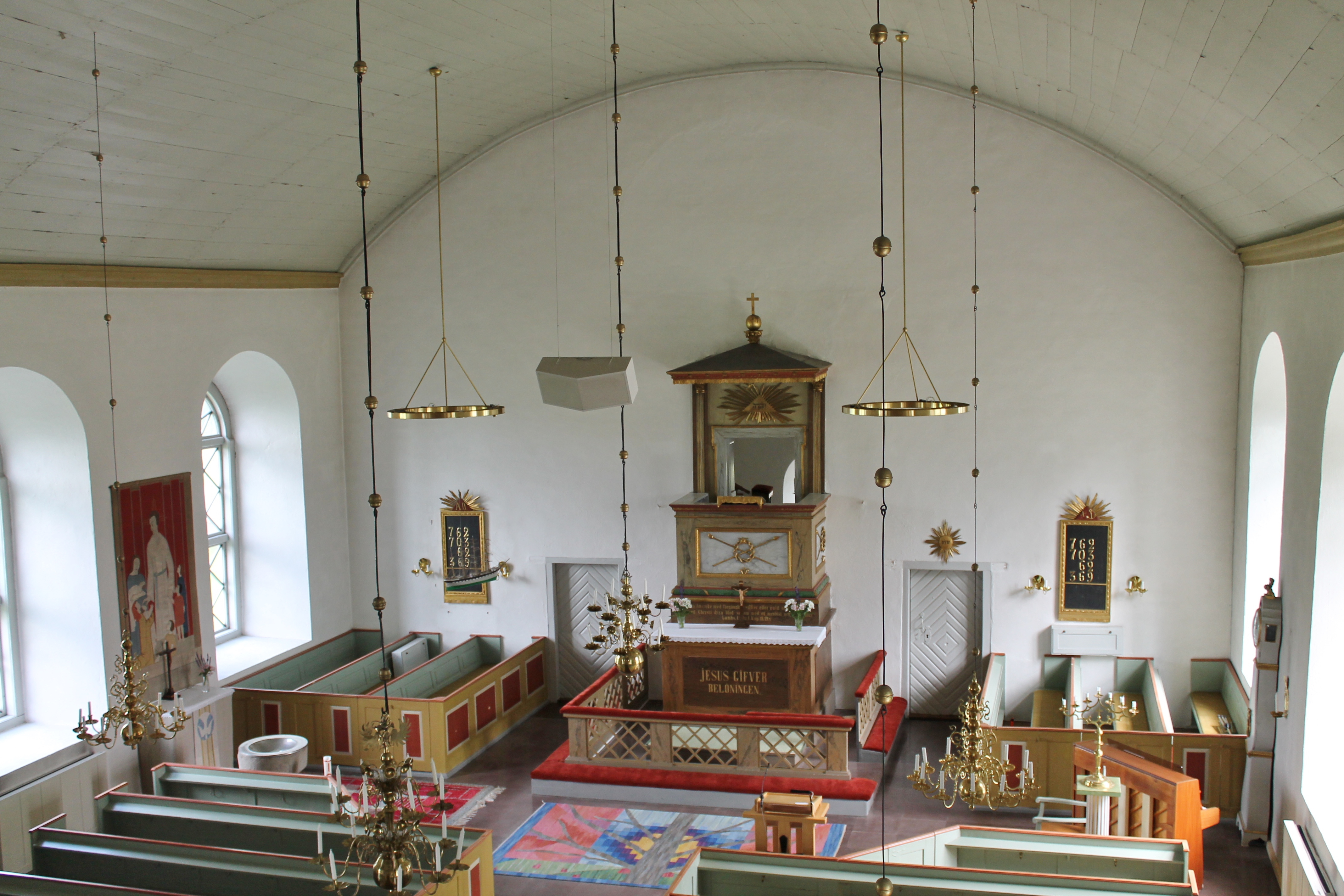
Kyrkorummet från orgelläktaren.
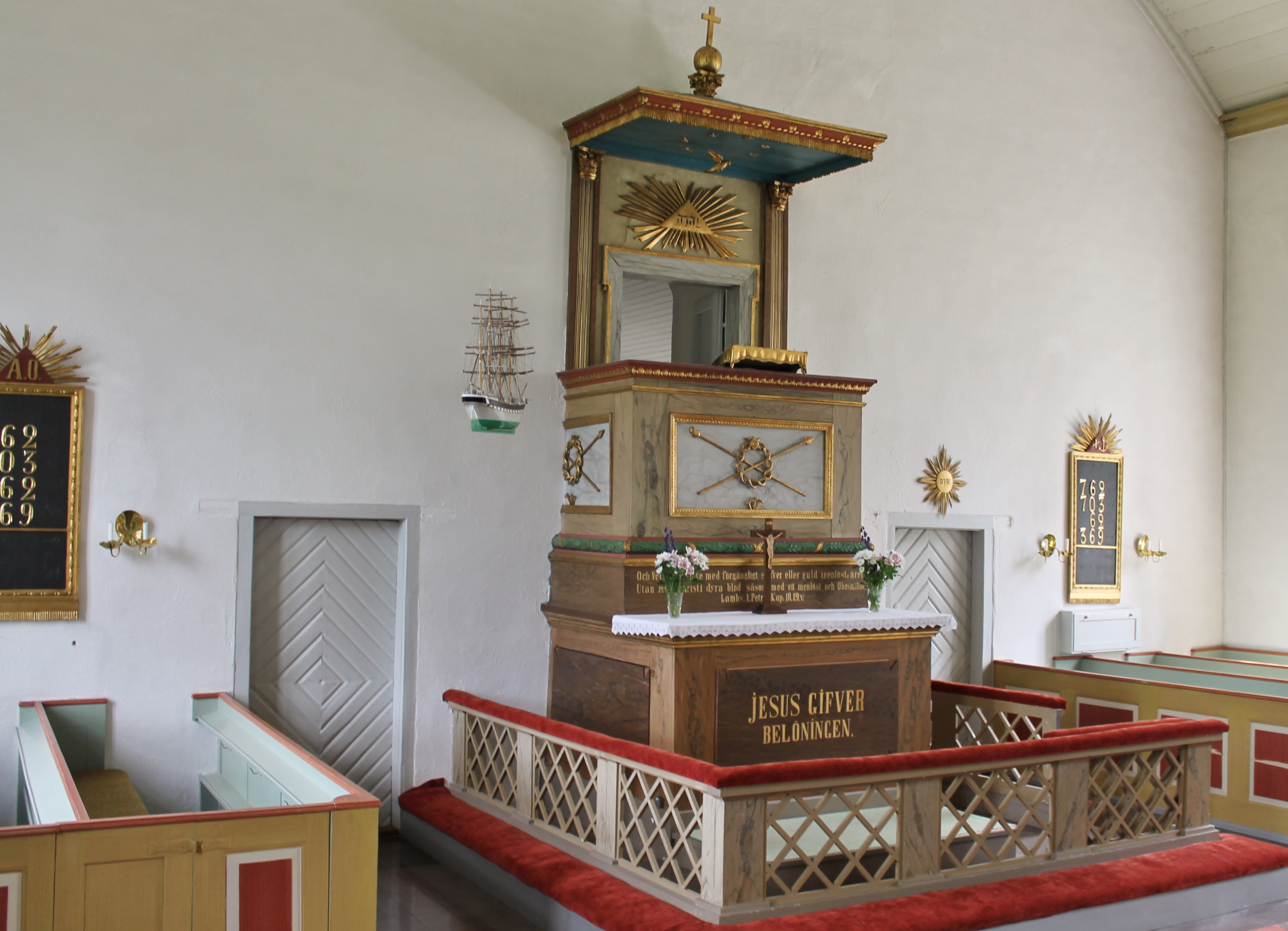
Koret
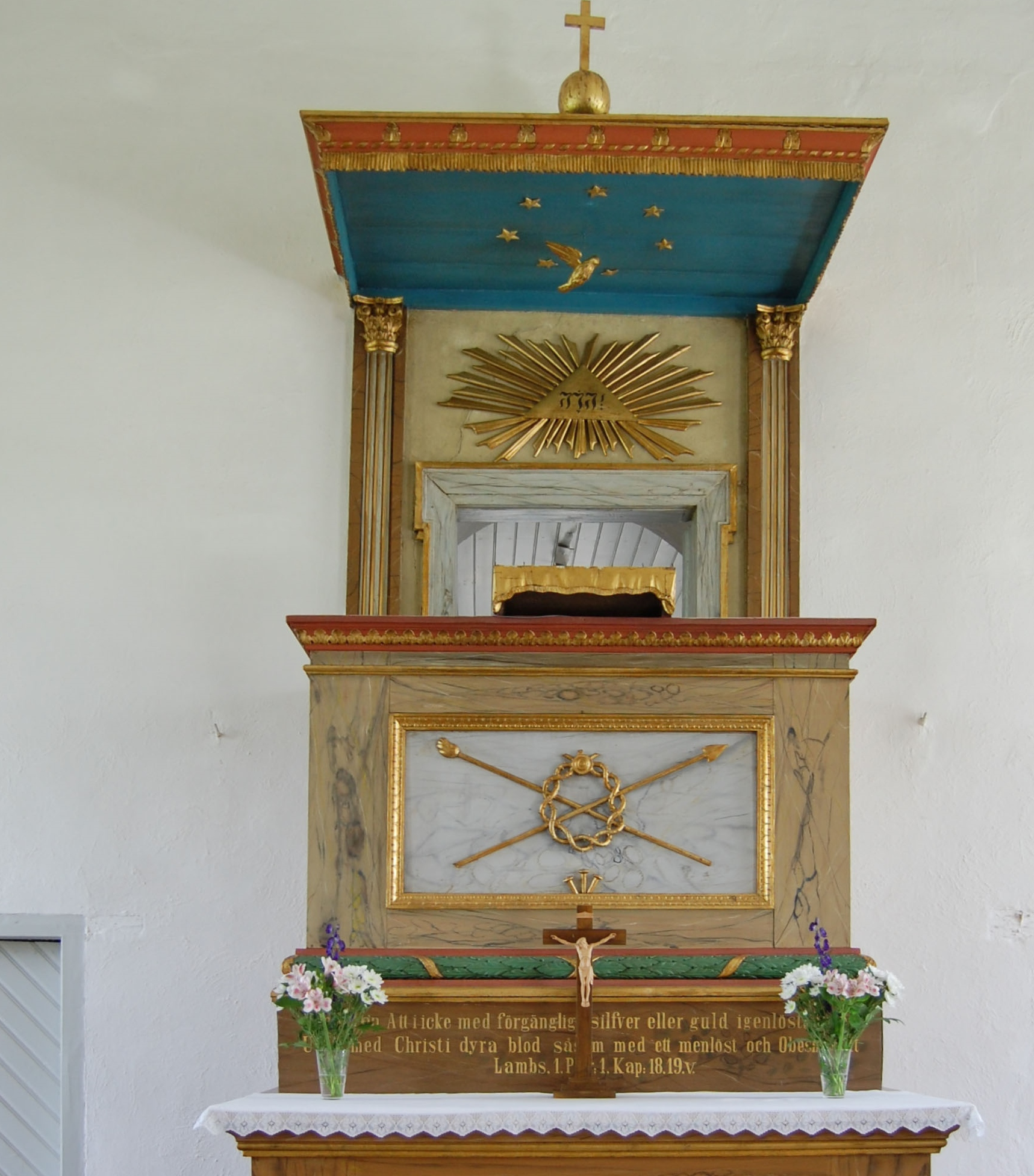
Altarpredikstolen
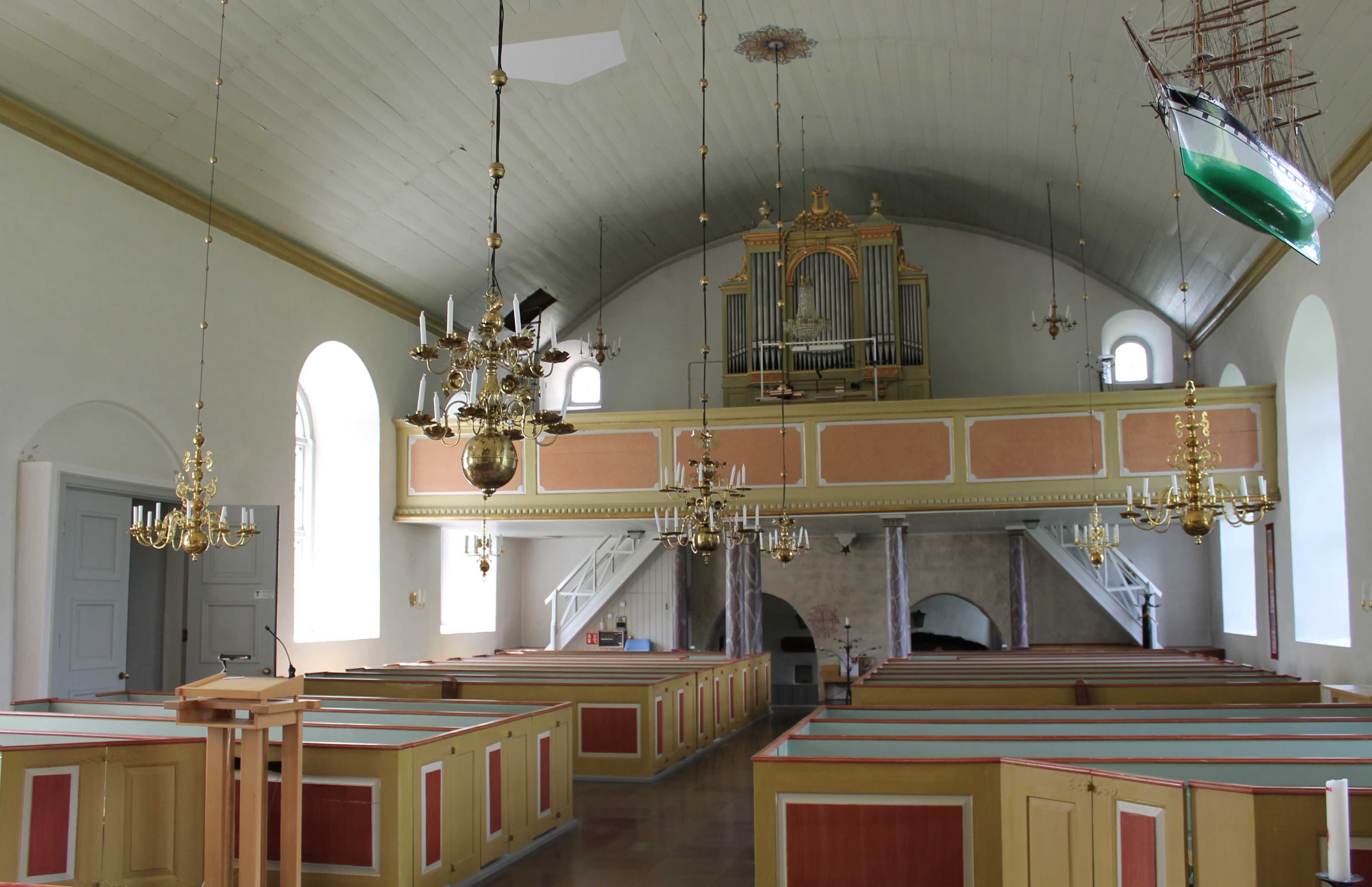
Kyrkorummet mot väster.
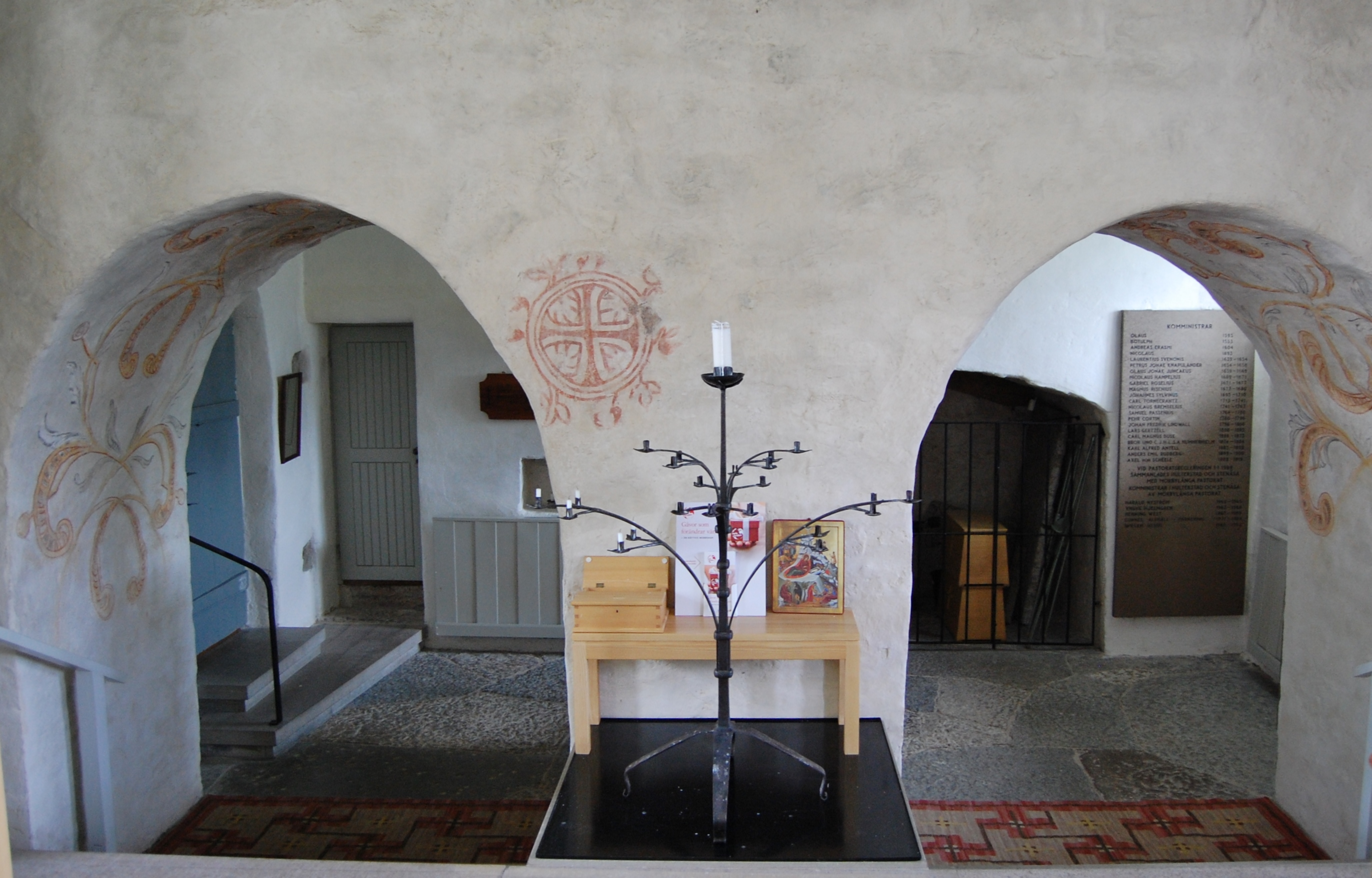
Medeltida rundbågar i tornkammaren.
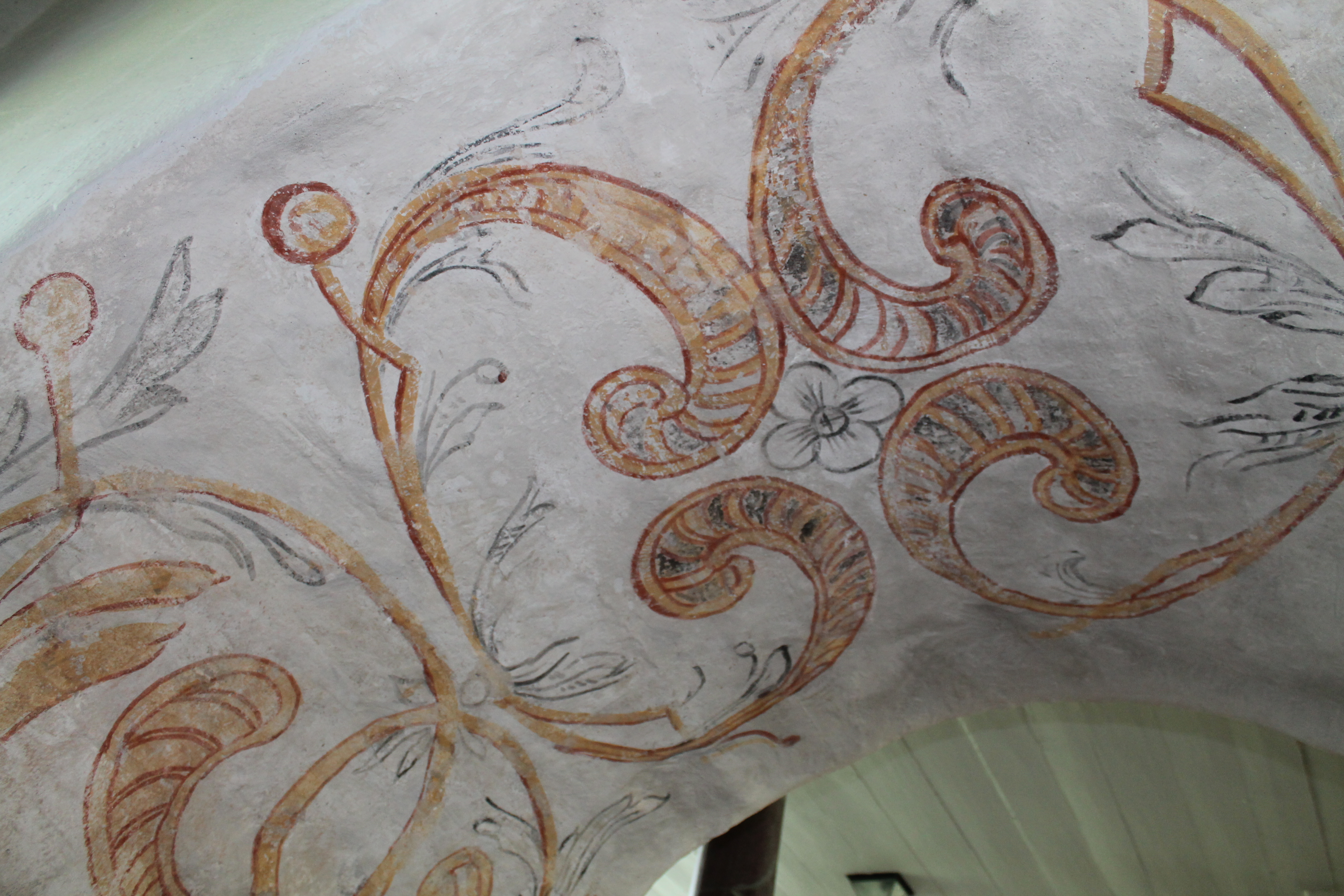
Dekor i rundbågen.
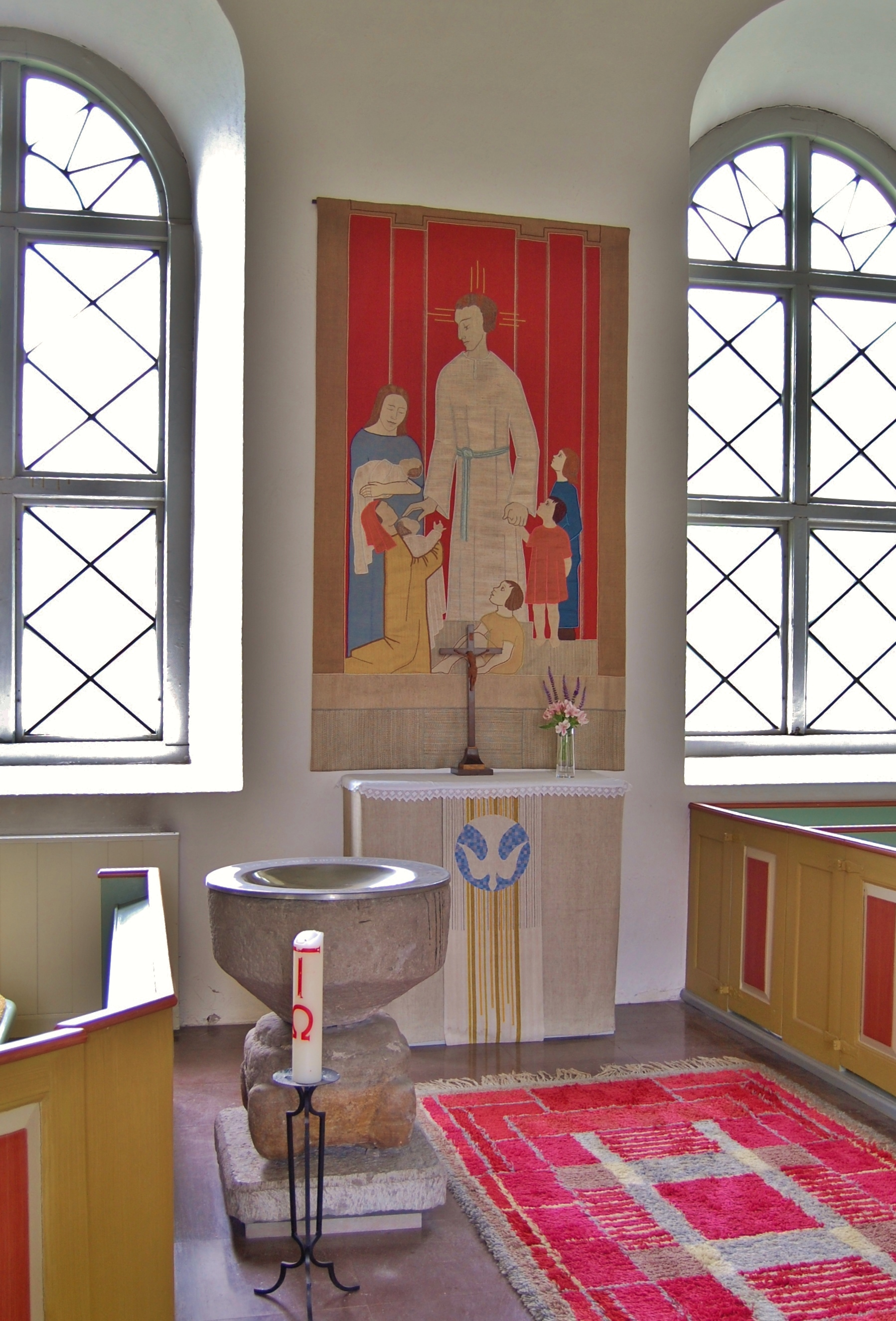
Dopaltare och den medeltida dopfunten.
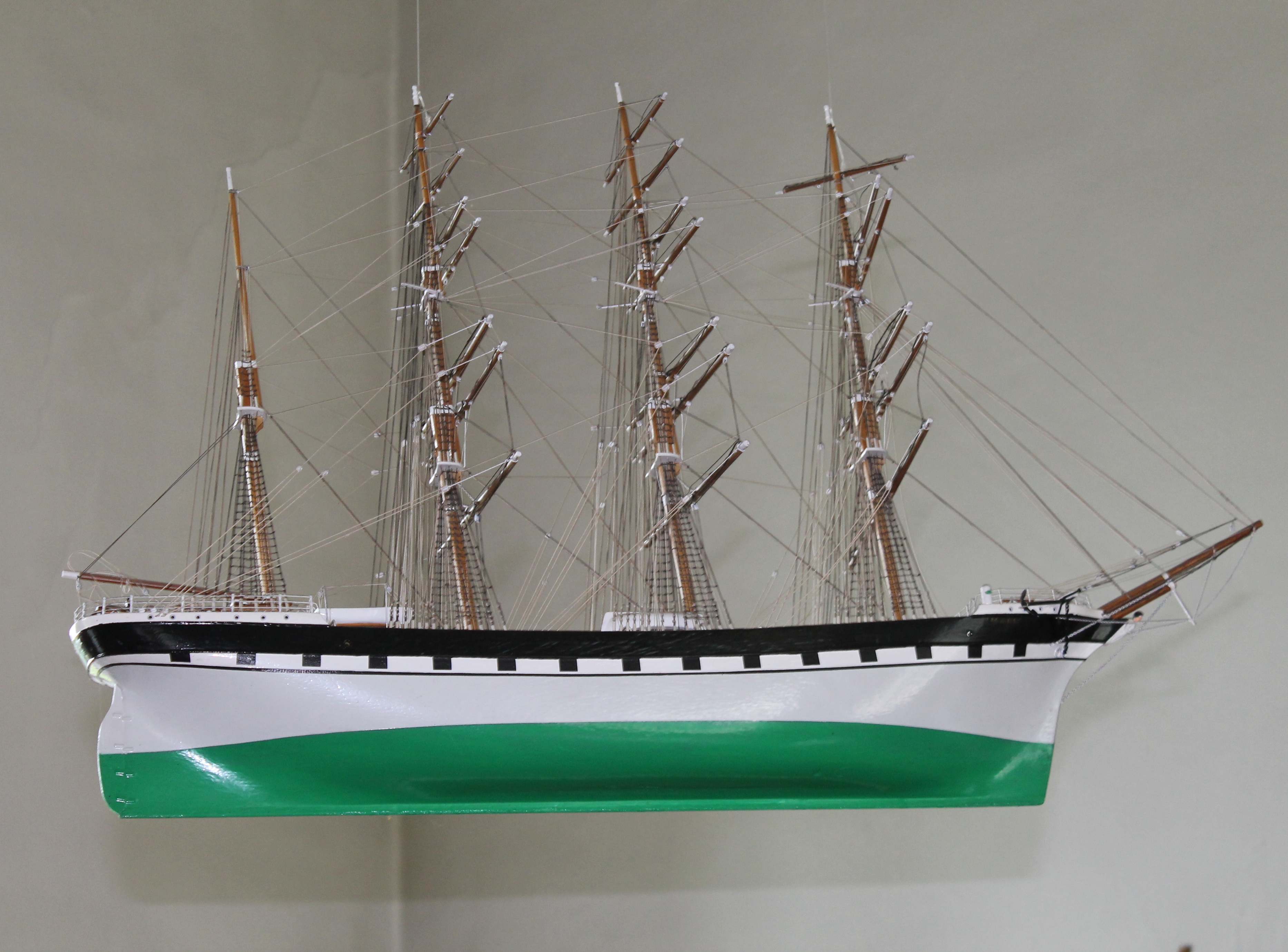
Votivskepp

## Orgel

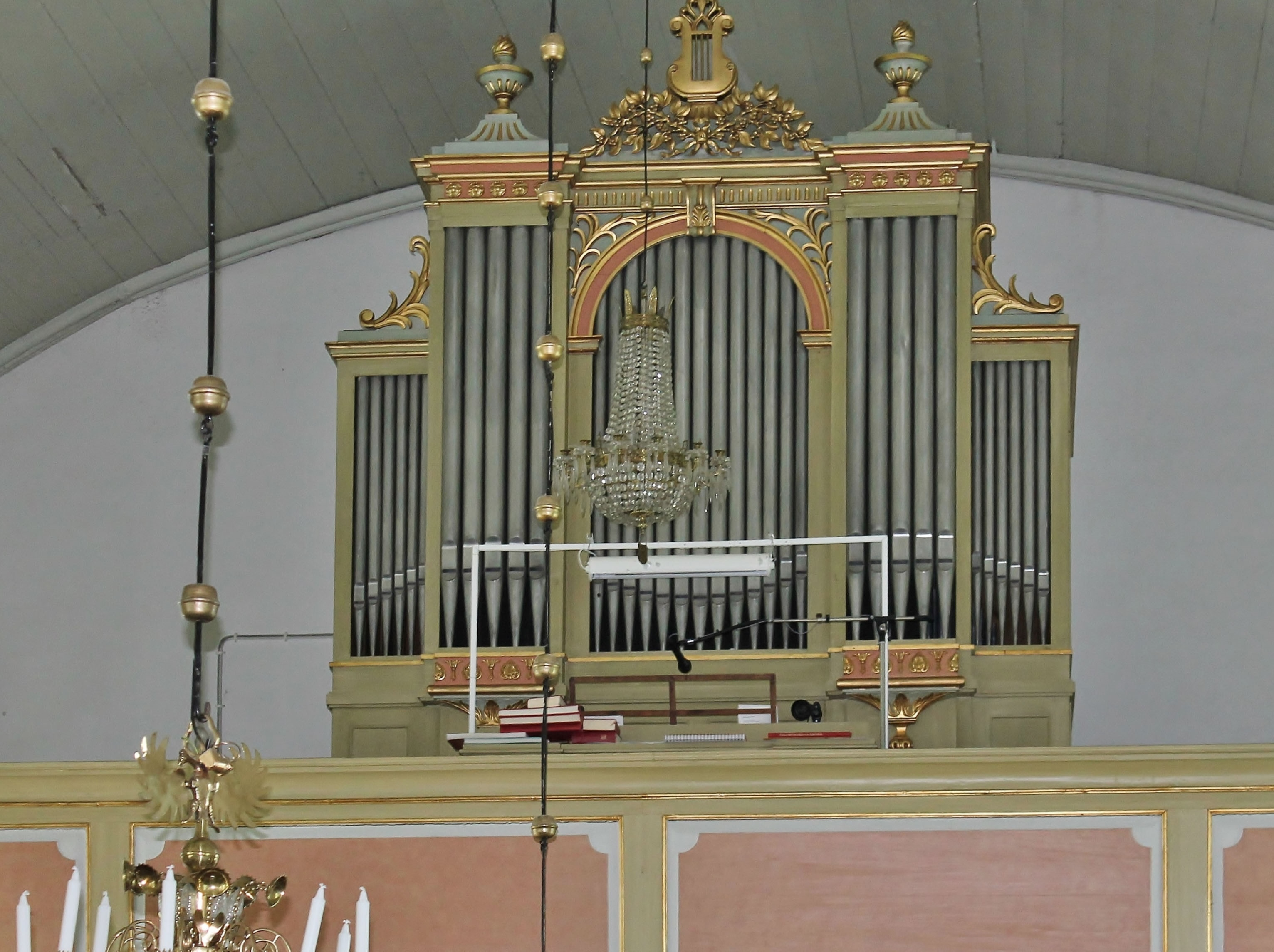
Orgeln med fasad av L. Hedin

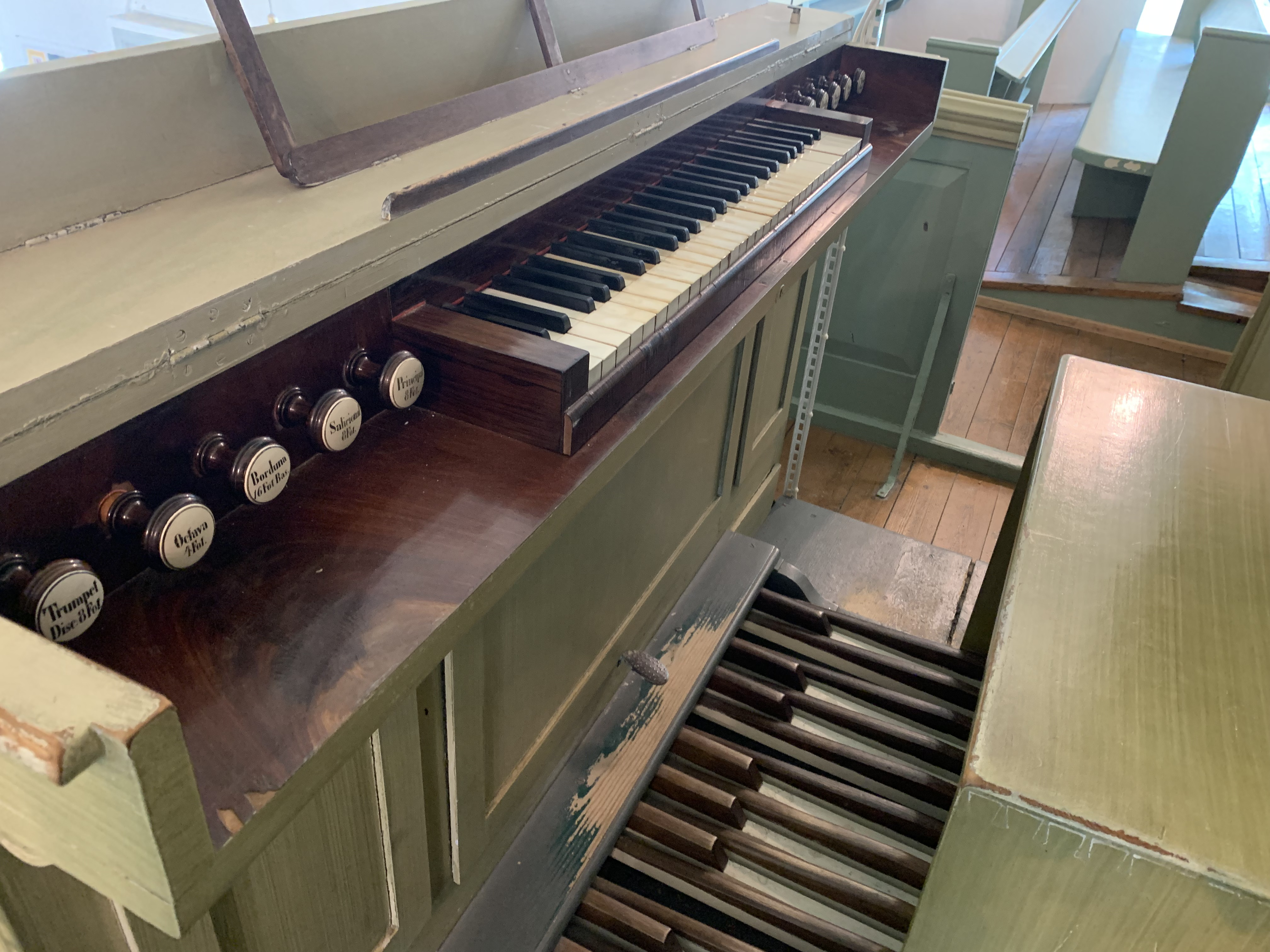
Orgelns spelbord

Kyrkans orgel med åtta stämmor uppfördes 1868 av Per Larsson Åkerman, Stockholm. Orgelfasaden är utförd efter ritningar av Ludvig Hedin.[källa behövs] Orgelverket avprovades 4 juni 1868 av domkyrkoorganist Anders Johan Johansson, Kalmar. 1983–1984 renoverades orgeln av J. Künkels Orgelverkstad, Lund.
Disposition:
| Manual C-f3             | Pedal C-g | Koppel  |
| Borduna 16′ Bas/Diskant | Bihängd   | Man. 4′ |
| Principal 8′            |           |         |
| Flûte Harmonique 8′     |           |         |
| Rörflöjt 8′             |           |         |
| Salicional 8′           |           |         |
| Oktava 4′               |           |         |
| Oktava 2′               |           |         |
| Trumpet 8′ Bas/Diskant  |           |         |

## Monument över besättningen på regalskeppet Kronan

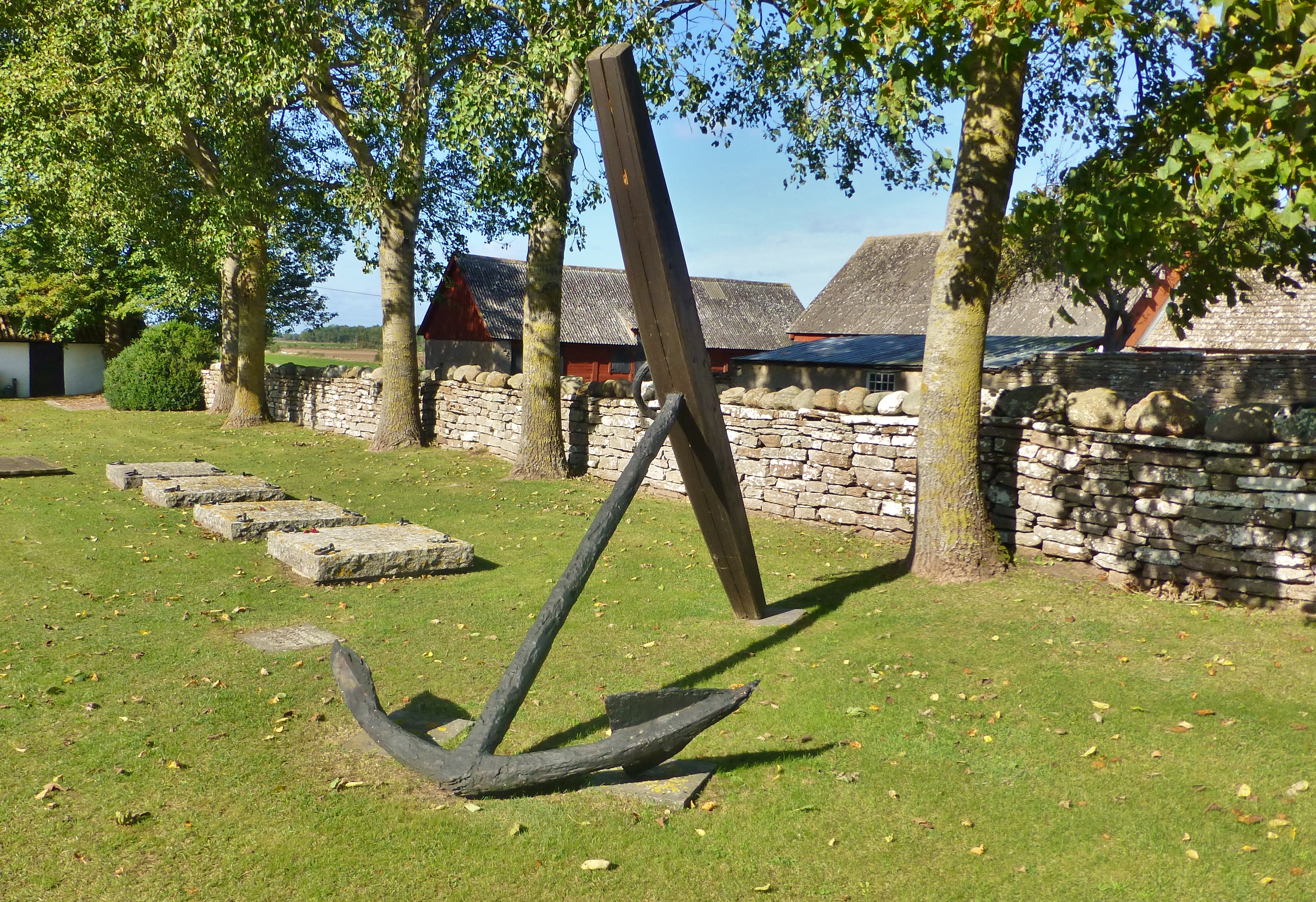
Monument över besättningen på Kronan

Den 1 juni 1676 ägde slaget vid Ölands södra udde rum då den svenska flottan drabbade samman med förenade danska och holländska flottstyrkor. Vid detta sjöslag  utanför Hulterstad förliste regalskeppet Kronan. 800 besättningsmän omkom. Kvarlevorna som flöt iland begravdes på Hulterstad och Stenåsa kyrkogårdar. På kyrkogårdens nordöstra hörn finns ett monumentet rest av Kamratföreningen Flottans män som består av ett stort ankare tillsammans med fyra liggande stenblock med järnringar samt en liten minnessten med texten ”Tappra svenska män ombord Stora Kronan i slaget vid Öland 1676”.